# Niverville (Stati Uniti d'America)
Niverville è un census-designated place degli Stati Uniti d'America, situato nella contea di Columbia dello stato di New York. La cittadina è situata all'interno della town di Kinderhook.

## Geografia fisica
Stando all'United States Census Bureau, Niverville si estende su una superficie di 8,86 km² (3,42 mi²), di cui 1,42 km² (0,55 mi²) sono coperte da acqua, costituita principalmente dal Lago Kinderhook.

## Società

### Evoluzione demografica
Al censimento del 2000 la cittadina contava una popolazione di 1 737 abitanti, passati a 1 662 nel 2010.